# Schönbühel-Aggsbach
Schönbühel-Aggsbach je městys v okrese Melk v Rakouské spolkové zemi Dolní Rakousy. Žije zde 981 obyvatel.

## Geografie
Schönbühel-Aggsbach leží v Dolních Rakousích ve Wachau na pravém břehu Dunaje. Plocha městyse je 28,33 kilometrů čtverečních. 71,69 % plochy je zalesněno.

### Katastrální území
- Aggsbach (obec se nazývá Aggsbach Dorf)

Obec Aggsbach Markt leží přímo na protějším břehu Dunaje.
- Aggstein
- Berging
- Gschwendt
- Hub
- Schönbühel an der Donau
- Siedelgraben
- Wolfstein

## Historie

### Sloučení obcí
V roce 1969 se obec sloučila s Schönbühelem a Aggsbach Dorfem.

### Vývoj počtu obyvatel
- 1971 1017
- 1981 1051
- 1991 1045
- 2001 1033

## Politika
Obecní zastupitelství městyse má 19 křesel.
Starostou městyse je Erich Ringseis, vedoucí kanceláře Reinhard Gruber.
Při obecních volbách v Dolních Rakousích v roce 2005 byly mandáty rozděleny následovně:
- ÖVP 13
- SPÖ 6

Při obecních volbách v roce 2010 pozbyla SPÖ dvě křesla, které získala FPÖ.

## Hospodářství a infrastruktura
Nezemědělských pracovišť bylo v roce 2001 42. Počet výdělečně činných osob v místě bydliště bylo v roce 2001 477, tj. 47,82 %.

## Kultura
- Zajímavostí je sbírka nerostů "Steinstadel", v kovárně Pehn a v muzeu.
- Významná je dechová hudba a kostelní kapela.

### Sbory
- Kostelní společenství Aggsbach - Arnsdorf - Schönbühel
- Kostelní sbor fary Aggsbach Dorf
- Kostelní sbor fary Schönbühel
- Rodinný sbor Schönbühel

### Hudební spolky
- Krojovaná kapela Schönbühel
- Umělecký sbor

### Pozoruhodnosti
- Dřívější kartuziánský klášter Kartause Aggsbach s muzeem ve farním kostele
- Návrší s křížovou cestou u kláštera
- Kovárna Pehn
- Výstava minerálů
- Zřícenina hradu Aggstein s růžovou zahrádkou
- Zámek Schönbühel
- Bývalý klášter servitů v Schönbühelu
- Zřícenina hradu Wolfstein[3]